# Zafra de Záncara
Zafra de Záncara é um município da Espanha na província de Cuenca, comunidade autónoma de Castilla-La Mancha, de área 78,83 km² com população de 155 habitantes (2007) e densidade populacional de 2,19 hab/km².

## Demografia
| Variação demográfica do município entre 1991 e 2004 | Variação demográfica do município entre 1991 e 2004 | Variação demográfica do município entre 1991 e 2004 | Variação demográfica do município entre 1991 e 2004 |
| --------------------------------------------------- | --------------------------------------------------- | --------------------------------------------------- | --------------------------------------------------- |
| 1991                                                | 1996                                                | 2001                                                | 2004                                                |
| 281                                                 | 235                                                 | 185                                                 | 173                                                 |